# Lindsay Lohan
Lindsay Dee Lohan (New York, 2. srpnja 1986.) američka je glumica, pjevačica i model.

## Životopis
Lindsay Lohan započinje karijeru od malih nogu, kada je radila kao model za određene modne brendove. Karijera po kojoj je danas poznata započinje 1998. godine kada dobiva ulogu blizanki u megapopularnom filmu "Zamka za roditelje". Uslijedili su filmovi "Šašavi petak", "Kraljica škole", "Opasne djevojke", "Herbie: Punom brzinom", "Najluđi radio show" i "Bobby". Godine 2004. Lohan izdaje prvi glazbeni album "Speak", a godinu nakon "A Little More Personal (RAW)".
Karijera Lindsay Lohan puna je uspona i padova. 2007. godine, Lohan je uhvaćena kako vozi pod utjecajem droge i alkohola, te u nekoliko navrata provodi vrijeme u klinikama za odvikavanje od droga i alkohola. Od 2007. godine do danas, Lindsay je gostovala u nekoliko popularnih serija, snimila nekoliko filmova od kojih je najpoznatiji film Robert Rodriguez, Machette. Također snima televizijski film pod nazivom Liz & Dick, gdje glumi Elizabeth Taylor.
2014. godine Oprah snima dokumentarnu seriju o životu mlade glumice za svoju televizijsku kuću "OWN", dok 2015. godine seli u London gdje glumi u kazališnoj predstavi "Speed The Plow".

### Djetinjstvo
Lindsay Lohan rođena je 2. srpnja 1986. godine u New Yorku, te odrasta na Long Islandu, predgrađu New Yorka. Najstarije je dijete u obitelji Lohan, koji čine roditelji, Dina i Michael, te još troje djece, Michael Jr., Dakota, te Aliana.
Lohan ima Irske i Talijanske korijene, te su je odgojili kao katolkinju. Pohađala je Cold Spring Harbor školu do dobi od 11 godina, kada se odlučila za učenje kod kuće.

### 1989-2002: Početci karijere i "Zamka za roditelje"
Lohan je započela svoju karijeru kao Fordov model u dobi od tri godine. Pojavila se kao model dječjih kolekcija za "Calvina Kleina" i "Abercrombie". Ukupno se pojavila se u preko 60 reklama, i dobila zgusnuto mjesto u Showu Billa Cosbya.
Karijera Lindsay Lohan započinje 1998. godine, kada je dobiva ulogu u filmu "Parent Trap". Film predstavlja re-make originala iz 1961.godine. Lohan je u fimu imala uloge dviju blizanki, koje se nenadano ponovo susretnu u lijetnom kampu. Flm je postigao velik uspjeh, te je zaradio 92 milijuna dolara na kino blagajnama širom svijeta. Usljedili su filmovi "Life Size" (s Tyrom Banks)(2000.) i "Get A Clue" (2002.). 

### Godine odrastanja na filmu
Nakon kraće stanke Lindsay Lohan dobiva ulogu u Disneyjevom Filmu "Šašavi petak" (2003.) u kojem glumi s Jamie Lee Curtis.
2004. godine Lohan dobiva uloge u 2 filma: "Kraljica škole", i "Opasne djevojke". Film "Kraljica škole" skromno je zaradio na kino blagajnama, (oko 30 milijuna US dolara) te je dobio relativno negativan stav od filmskih kritičara. Daleko uspješniji bio je film "Opasne djevojke" koji je zaradio oko 128 milijuna US dolara te je postao pravi hit.
Nakon Kraće stanke Lohan se vraća na set, filmom "Herbie: Punom brzinom", koji je bio uvertira za nešto odraslije uloge. Bio je to peti film iz Herbie Kolekcije. Film je veoma zapažen te je ostvario $144 milijuna američkih dolara širom svijeta.
Fimovi koji slijede bili su komedija "Peh do daske",  "Najluđi radio show" i drama "Chapter 27", u kojem joj je filmski partner bio Jared Leto. Te film Georgia Rule, jedini koji je više zapažen.
Uslijedio je i film "Znam tko me ubio", koji nije proslavio Lohanin rad, te je dobio nagradu za najgori film navedene godine. Snimila je i televizijski film "Labor Pains".

### Osobni problemi i povratak u svijet filma
Lohan je trebala napraviti povratak filmom "Poor Things", no odustaje od snimanja te prihvaća ulogu u filmu "Machette", u kojem glumi s Jessicom Albom.
Gostovala je u nekoliko epizoda serije "Ugly Betty" te kao gost sudac u popularnom američkoj televizijskoj emisiji "Project Runway" kojeg vodi Heidi Klum.
2010. godine provodi 13 dana u zatvoru, zbog prometnih nesreča koje je skrivila pod utjecajem droge i alkohola, te 90 dana na rehabilitaciji. Također snima i dokumentarni film 'Lindsay Lohan journey to India' gdje ukazuje na probleme izrabljivanja djece u Indiji.
Lohan je 2012. izjaviljuje kako više neće konzumirati drogu i alkohol, te će se u potpunosti posvetiti svojoj karijeri. 
Unatoć svim osobnim problemima Lohan uspijeva napustiti stare poroke te se vratiti snimanju novog materijala. Lohan dobiva ulogu kultne glumice Elizabeth Taylor, u biografskom televizijskom filmu 'Liz & Dick' a uz to snima tri filma: komediju naslova 'InAPPropriate Comedy', triler 'The Canyons' te 'Scary Movie 5'. Prema pisanjima tabloida Lohan napušta glazbenu karijeru. 2015. godine seli u London i pojavljuje se u kazališnoj predstavi "Speed The Plow".

## Moda i posao
Lohan je pokrenula liniju odjece pod nazivom "6126.". Odabran je upravo taj naziv kolekcije zbog toga što je to dan rođenja Marilyn Monroe. Iako je kolekcija bila vrlo uspješna Lohan se više ne bavi modom. Također valja napomenuti da je mlada Lohan izdala kolekciju losiona za tijelo pod nazivom 'Seven Nyne'. 

## Glazbena karijera
Počeci Lohanine glazbene karijere vezani su za filmove na kojima je radila. Tako je za film "Freky Friday" otpjevala pjesmu "Ultimate", no snimila je jos četiri pjesme za glazbu za film "Kraljica škole".
Nakon relativnog uspjeha pjesama Lindsay potpisuje ugovor s izdavačkom kućom "Casablanca Records".

### Speak
Prvi album "Speak" izašao je u prosincu 2004. godine i stigao do zavidnog četvrtog mjesta na Billboardovoj ljestvici najpopularnijih albuma. Početkom 2005. godine album je prodan u platinastoj tiraži te je za prvi singl odabrana pjesma "Rumors", koja je nominirana za najbolji spot na MTVjevim nagradama 2005. godine. Pjesma je bila izuzetno dobro prihvaćena od strane publike.
Sljedeći singlovi bili su "Over" i "First", koji je ujedno bio i na glazbi za film Herbie. Album je u cijelosti prodan u nešto više od 2 milijuna primjeraka te je dobio relativno dobre kritike profesionalnih kritičara.

### A Little More Personal(Raw)
U prosincu 2005. godine Lohan izdaje drugi album pod nazivom "A Little More Personal(Raw)". Album je startao na 20-om mjestu Billboardove ljestvice najpopularnijih albuma, no ostao je unutar prvih 100 mjesta punih šest tjedana. Kritike glazbenih kritičara bile su podvojene te su protumačili kako album sadrži previše osobnih problema sažetih u nekoliko pjesama. Lohan je kao prvi singl izabrala pjesmu "Confessions of a Broken Heart (Daughter to Father)" te je u pjesmi iznijela probleme koje je imala s ocem, u spotu za pjesmu glumila je i njena mlađa sestra Aliana Lohan. Sljedeći singl trebala je biti pjesma "I Live For The Day" te je ona poslana radio stanicama. Album je prodan u nešto manje primjeraka, no ipak je imao zlatnu nakladu. Također je bilo dosta govora o fotografijama koje se nalaze na albumu, gdje se vidi da je Lohan smršavila i izgledala ispijeno.

### Treći neimenovani album
Lohanin dugo-najavljivani treći album trebao je izaći na tržište 2008. godine, no album do danas nije izdan. Lohan je izjavila kako je htjela napraviti hip hop & R&B album koji će zvučati kao Kylie Minogue i Rihanna. Na albumu je radila s velikanima glazbene idustrije kao što su J. R. Rotem, Stargate, Ne-Yo, Akon, Snoop Dogg, Bloodshy & Avant, Christopher "Tricky" Stewart, The-Dream, The Neptunes, 50 Cent, Kanye West, i Timbaland.
Kao pred premjerni singl izbacila je pjesmu "Bossy".
Lohan je izjavila u nekoliko navrata kako želi napraviti doslovno savršen album. Na internetu su objavljene nove pjesme "Stuck", "I Wanna Be Bad", "Can't Stop Wont Stop", "Too Young To Die" i "Stay".

## Zanimljivosti
- njezin bivši dečko Wilmer Valderrama (iz serije "Lude 70-e") ostavio ju je zbog pjevačice i glumice Mandy Moore.
- nije bila u vezi s Bruceom Willisom, iako su mnogi svjetski tabloidi objavili tu vijest.
- poznati filmski internetski portal "Imdb" proglasio ju je popularnijom od Orlanda Blooma, Angeline Jolie i Keire Knightley.
- Hilary Duff i Lindsay prepucavale su se preko novina zbog Aarona Cartera, ali su obje nakon toga izjavile da se zapravo uopće ne mrze i da su njihovu svađu izmislili novinari.
- Lindsay Lohan i Scarlett Johansson su se borile za ulogu u filmu Zamka za roditelje, ali ipak je Lindsay pobijedila.
- Najmlađa je osoba čija se voštana figura nalazi u muzeju "Madame Tussauds" u New Yorku.
- bila je u vezi sa Samanthom Ronson.